# Kleandro Lleshi
Kleandro Lleshi (Tirana, Albania, 9 de octubre de 1999) es un futbolista albanés que juega de central y actualmente pertenece a la plantilla del Klubi Futbollit Laçi de la Superliga de Albania.

## Trayectoria
Formado en las categorías inferiores del FC Internacional Tirana, en 2016 se incorpora a las categorías inferiores del Clube de Futebol Os Belenenses para jugar en su filial.
En la temporada 2017-18, firma con el CD Leganés, club al que llega procedente del Clube de Futebol Os Belenenses portugués, para incorporarse al Juvenil 'A' de División de Honor. Durante la temporada 2018-19 jugaría en el filial pepinero, el CD Leganés "B", en Tercera División de España.
La temporada 2019-20 jugó el primer tramo de competición cedido en el CF Fuenlabrada de la Segunda División de España donde llegó a jugar dos partidos oficiales en Copa del Rey frente al Peña Sport Fútbol Club y el Recreativo de Huelva.
En el mercado de invierno de la temporada 2019-20, el jugador llega cedido al Recreativo de Huelva del grupo IV de la Segunda División B, en el que jugaría dos partidos y anotaría un gol en su debut frente al CP Villarrobledo el 26 de enero de 2020.
El 10 de agosto de 2020, el FC Cartagena de la Segunda División de España hace oficial la contratación del jugador albanés que llega libre tras rescindir su contrato con el CD Leganés y firma por la entidad albinegra por una temporada con opción a otra.
El 18 de enero de 2022, firmó por el Mar Menor F. C. de la Segunda División RFEF.
En el mercado de invierno de la temporada 2023-24 fichó por el Futboll Klub Kukësi.
Al comenzar la temporada 2024-25 fichó por el Klubi Futbollit Laçi.

## Internacional
Es internacional con la selección de fútbol sub-21 de Albania.